# Décès en juin 1992
Décès
- 1988
- 1989
- 1990
- 1991
- 1992
- 1993
- 1994
- 1995
- 1996

Pour une information complémentaire, voir la page d'aide.

| Date    | Nom                                              | Activités                                                                                                   | Âge      | Source |
| ------- | ------------------------------------------------ | --- | -------- | ------ |
| 2 juin  | Philip Dunne                                     | scénariste et réalisateur américain                                                                         | 84       |        |
| 3 juin  | Robert Morley                                    | acteur et scénariste britannique                                                                            | 84       |        |
| 4 juin  | Georges Lachat                                   | coureur cycliste français                                                                                   | 81       |        |
| 4 juin  | Carl Stotz (en)                                  | fondateur américain de Little League Baseball                                                               | 82       |        |
| 5 juin  | Laurence Naismith                                | acteur britannique                                                                                          | 83       |        |
| 6 juin  | Larry Riley (en)                                 | acteur et musicien américain                                                                                | 39       |        |
| 7 juin  | Olav Rytter (en)                                 | rédacteur en chef, personnalité de la radio, correspondant à l'étranger, philologue et traducteur norvégien | 88 ou 89 |        |
| 7 juin  | Bill France (en)                                 | pilote de course et homme d'affaires américain, cofondateur de NASCAR                                       | 82       |        |
| 8 juin  | Sakae Ōba (大場 栄 Ōba Sakae?)                   | officier de l'Armée impériale japonaise                                                                     | 78       |        |
| 8 juin  | Atef Bseiso                                      | officiel palestinien soupçonné d'être impliqué dans le Massacre de Munich en 1972                           | 43       |        |
| 9 juin  | Per Bergsland (en)                               | pilote de la Royal Air Force et prisonnier de la guerre norvégien                                           | 74       |        |
| 10 juin | Hachidai Nakamura (中村 八大)                    | compositeur et pianiste de jazz japonais                                                                    | 61       |        |
| 10 juin | Zak Hernández (es)                               | militaire américain                                                                                         | 21 ou 22 |        |
| 11 juin | Rafael Orozco Maestre                            | chanteur de colombie                                                                                        | 38       |        |
| 12 juin | Serge Daney                                      | critique du cinéma et de la télévision français                                                             | 48       |        |
| 15 juin | Jörg Schuldhess                                  | dessinateur, peintre, graphiste et écrivain suisse                                                          | 51       |        |
| 15 juin | Roque Olsen                                      | joueur et entraîneur de football argentin                                                                   | 66       | (de)   |
| 15 juin | Chingiz Mustafayev (Çingiz Fuad oğlu Mustafayev) | écrivain et journaliste azerbaïdjanais                                                                      | 31       |        |
| 15 juin | Jean Aerts                                       | coureur cycliste belge                                                                                      | 84       |        |
| 16 juin | Siro Bianchi                                     | coureur cycliste franco italien                                                                             | 67       |        |
| 18 juin | Mordecai Ardon                                   | peintre israélien                                                                                           | 95       |        |
| 18 juin | Johnny Friedlaender                              | peintre et graveur français et allemand de la nouvelle École de Paris                                       | 79       |        |
| 18 juin | Peter Richard Woolnough                          | acteur et auteur-compositeur-interprète australien                                                          | 48       |        |
| 20 juin | Charles Groves                                   | chef d'orchestre britannique                                                                                | 77       |        |
| 21 juin | Li Xiannian                                      | homme politique chinois, président de la République populaire de Chine de 1983 à 1988                       | 82       |        |
| 21 juin | Rudra Mohammad Shahidullah (en)                  | poète bangladais                                                                                            | 35       |        |
| 22 juin | Chuck Mitchell                                   | acteur américain                                                                                            | 64       |        |
| 23 juin | Eric Andolsek (en)                               | joueur de football américain                                                                                | 25       |        |
| 25 juin | James Stirling                                   | architecte britannique                                                                                      | 66       |        |
| 25 juin | Jerome Brown                                     | joueur de football américain                                                                                | 27       |        |
| 26 juin | Harald Sverdrup (en)                             | poète et écrivain pour enfants norvégien                                                                    | 69       |        |
| 26 juin | Buddy Rogers                                     | catcheur américain                                                                                          | 71       |        |
| 27 juin | Allan Jones                                      | acteur et chanteur américain                                                                                | 84       |        |
| 27 juin | Bessie Watson                                    | Suffragette écossaise                                                                                       | 91       |        |
| 28 juin | Mikhaïl Tal                                      | joueur d'échecs russe                                                                                       | 55       |        |
| 28 juin | Lévis Bouliane                                   | chanteur québécois                                                                                          | ?        |        |
| 29 juin | Egil Solin Ranheim (en)                          | homme politique norvégien                                                                                   | 68       |        |
| 29 juin | Elie Kedourie (en)                               | historien britannique                                                                                       | 65       |        |
| 29 juin | Mohamed Boudiaf                                  | homme politique algérien                                                                                    | 73       |        |
| 29 juin | Pierre Billotte                                  | militaire et homme politique français                                                                       | 86       |        |
| 29 juin | François Ludo                                    | Footballeur international français                                                                          | 62       |        |
| 30 juin | André Hébuterne                                  | peintre français                                                                                            | 97       |        |